# Michael Hayböck
Michael Hayböck (Linz, 5 marzo 1991) è un saltatore con gli sci austriaco.

## Biografia

### Stagioni 2010-2015
In Coppa del Mondo ha esordito il 3 gennaio 2010 a Innsbruck (17°), ha ottenuto il primo podio il 7 febbraio successivo a Willingen (3°) e la prima vittoria il 1º marzo 2014 a Lahti.
Ha esordito ai Giochi olimpici invernali a Soči 2014, piazzandosi 5º nel trampolino normale, 8º nel trampolino lungo e 2º nella gara a squadre, e ai Campionati mondiali a Falun 2015, vincendo la medaglia d'argento nelle gare a squadre dal trampolino lungo e classificandosi 21º nel trampolino normale, 14º nel trampolino lungo e 4º nella gara a squadre mista dal trampolino normale.

### Stagioni 2016-2025
Ai Mondiali di volo di Tauplitz 2016 ha vinto la medaglia di bronzo nella gara a squadre; l'anno dopo, ai Mondiali di Lahti 2017, ha vinto la medaglia d'argento nella gara a squadre mista dal trampolino normale, quella di bronzo nella gara a squadre dal trampolino lungo e si è classificato 6º nel trampolino normale e 11º nel trampolino lungo.
Ai Mondiali di volo di Oberstdorf 2018 è stato 31º nella gara individuale e 5º in quella a squadre e ai successivi XXIII Giochi olimpici invernali di Pyeongchang 2018 si è classificato 17º nel trampolino normale, 6º nel trampolino lungo e 4º nella gara a squadre; l'anno successivo ai Mondiali di Seefeld in Tirol ha vinto la medaglia d'argento nella gara a squadre ed è stato 9º nel trampolino normale e 14º nel trampolino lungo, mentre a quelli di Oberstdorf 2021 ha vinto la medaglia di bronzo nella gara a squadre mista e si è classificato 7º nel trampolino normale. Ai successivi Mondiali di volo di Vikersund 2022 si è piazzato 7º nella gara individuale e 4º in quella a squadre; ai Mondiali di Planica 2023 ha vinto la medaglia di bronzo nella gara a squadre ed è stato 15º nel trampolino normale e 15º nel trampolino lungo. L'anno dopo ai Mondiali di volo di Tauplitz 2024 ha vinto la medaglia d'argento nella gara a squadre ed è stato 8º in quella individuale.
Il primo gennaio 2025, Michael ha stabilito il nuovo record del trampolino olimpico Große Olympiaschanze di Garmisch-Partenkirchen con un salto di 145 metri.

## Palmarès

### Olimpiadi
- 1 medaglia:
  - 1 argento (gara a squadre a Soči 2014)

### Mondiali
- 6 medaglie:
  - 3 argenti (gare a squadre dal trampolino lungo a Falun 2015; gara a squadre mista dal trampolino normale a Lahti 2017; gara a squadre a Seefeld in Tirol 2019)
  - 4 bronzi (gare a squadre dal trampolino lungo a Lahti 2017; gara a squadre mista a Oberstdorf 2021; gara a squadre a Planica 2023)

### Mondiali di volo
- 2 medaglie:
  - 1 argento (gara a squadre a Tauplitz 2024)
  - 1 bronzo (gara a squadre a Tauplitz 2016)

### Mondiali juniores
- 4 medaglie:
  - 4 ori (gara a squadre a Štrbské Pleso 2009; trampolino normale, gara a squadre a Hinterzarten 2010; gara a squadre a Otepää 2011)

### Coppa del Mondo
- Miglior piazzamento in classifica generale: 4º nel 2016
- 60 podi (26 individuali, 34 a squadre):
  - 17 vittorie (5 individuali, 12 a squadre)
  - 15 secondi posti (8 individuali, 7 a squadre)
  - 28 terzi posti (13 individuali, 15 a squadre)

#### Coppa del Mondo - vittorie
| Data             | Località          | Nazione     | Trampolino                                                                        |
| ---------------- | ----------------- | ----------- | --------------------------------------------------------------------------------- |
| 1º marzo 2014    | Lahti             | Finlandia   | Salpausselkä HS130 (con Thomas Diethart, Stefan Kraft e Gregor Schlierenzauer)    |
| 6 gennaio 2015   | Bischofshofen     | Austria     | Paul Ausserleitner HS140                                                          |
| 19 febbraio 2016 | Lahti             | Finlandia   | Salpausselkä HS130                                                                |
| 21 febbraio 2016 | Lahti             | Finlandia   | Salpausselkä HS100                                                                |
| 23 febbraio 2016 | Kuopio            | Finlandia   | Puijo HS127                                                                       |
| 17 dicembre 2016 | Engelberg         | Svizzera    | Gross-Titlis-Schanze HS137                                                        |
| 11 marzo 2017    | Oslo Holmenkollen | Norvegia    | Holmenkollen HS134 (con Manuel Fettner, Markus Schiffner e Stefan Kraft)          |
| 9 febbraio 2019  | Lahti             | Finlandia   | Salpausselkä HS130 (con Philipp Aschenwald, Gregor Schlierenzauer e Stefan Kraft) |
| 21 novembre 2020 | Wisła             | Polonia     | Malinka HS134 (con Philipp Aschenwald, Daniel Huber e Stefan Kraft)               |
| 16 gennaio 2021  | Zakopane          | Polonia     | Wielka Krokiew HS140 (con Jan Hörl, Philipp Aschenwald e Daniel Huber)            |
| 10 dicembre 2022 | Titisee-Neustadt  | Germania    | Hochfirst HS142 (con Marita Kramer, Eva Pinkelnig e Stefan Kraft)                 |
| 14 gennaio 2023  | Zakopane          | Polonia     | Wielka Krokiew HS140 (con Daniel Tschofenig, Manuel Fettner e Stefan Kraft)       |
| 25 marzo 2023    | Lahti             | Finlandia   | Salpausselkä HS130 (con Daniel Tschofenig, Jan Hörl e Stefan Kraft)               |
| 1º aprile 2023   | Planica           | Slovenia    | Letalnica HS240 (con Daniel Tschofenig, Jan Hörl e Stefan Kraft)                  |
| 20 gennaio 2024  | Zakopane          | Polonia     | Wielka Krokiew HS140 (con Manuel Fettner, Jan Hörl e Stefan Kraft)                |
| 10 febbraio 2024 | Lake Placid       | Stati Uniti | MacKenzie HS128 (con Stefan Kraft)                                                |
| 23 marzo 2024    | Planica           | Slovenia    | Letalnica HS240 (con Daniel Tschofenig, Stefan Kraft e Daniel Huber)              |

#### Torneo dei quattro trampolini
- 8 podi di tappa[2]:
  - 1 vittoria
  - 3 secondi posti
  - 4 terzi posti

### Campionati austriaci
- 11 medaglie[3]:
  - 4 ori (gara a squadre nel 2013; HS108 nel 2015; HS140, gara a squadre nel 2016)
  - 5 argenti (gara a squadre, HS140 nel 2011; HS115 nel 2014; HS130 nel 2015; HS98 nel 2016)
  - 2 bronzi (HS94 nel 2012; HS130 nel 2014)